# Rally di Catalogna 2018
Il Rally di Catalogna 2018, ufficialmente denominato 54º Rally RACC Catalunya - Rally de España, è stata la dodicesima prova del campionato del mondo rally 2018 nonché la cinquantaquattresima edizione del Rally di Catalogna e la ventiseiesima con valenza mondiale. La manifestazione si è svolta dal 25 al 28 ottobre sugli asfalti che attraversano le colline della Costa Daurada in Catalogna, provincia situata nel nord-est della Spagna.
L'evento è stato vinto dal francese Sébastien Loeb, navigato dal monegasco Daniel Elena, al volante di una Citroën C3 WRC della squadra Citroën Total Abu Dhabi WRT, davanti alla coppie formate dai francesi Sébastien Ogier e Julien Ingrassia e da Elfyn Evans e Daniel Barritt, entrambe su Ford Fiesta WRC della scuderia M-Sport Ford WRT.
Prima della disputa dell'appuntamento spagnolo è stato anche assegnato il titolo mondiale WRC-2, vinto con due gare d'anticipo dalla coppia ceca composta da Jan Kopecký e Pavel Dresler alla guida di una Škoda Fabia R5 della scuderia ufficiale Škoda Motorsport, la quale si è altresì aggiudicata il titolo a squadre di categoria.

## Risultati

### Classifica
| Pos.      | Nº       | Pilota               | Co-pilota             | Auto                   | Squadra                     | Classe      | Tempo     | Distacco | Punti    |
| Generale  | Generale | Generale             | Generale              | Generale               | Generale                    | Generale    | Generale  | Generale | Generale |
| --------- | -------- | -------------------- | --------------------- | ---------------------- | --------------------------- | ----------- | --------- | -------- | -------- |
| 1.        | 10       | Sébastien Loeb       | Daniel Elena          | Citroën C3 WRC         | Citroën Total Abu Dhabi WRT | WRC         | 3h12'08"0 |          | 28       |
| 2.        | 1        | Sébastien Ogier      | Julien Ingrassia      | Ford Fiesta WRC        | M-Sport Ford WRT            | WRC         | 3h12'10"9 | +2"9     | 22       |
| 3.        | 2        | Elfyn Evans          | Daniel Barritt        | Ford Fiesta WRC        | M-Sport Ford WRT            | WRC         | 3h12'24"5 | +16"5    | 17       |
| 4.        | 5        | Thierry Neuville     | Nicolas Gilsoul       | Hyundai i20 Coupe WRC  | Hyundai Shell Mobis WRT     | WRC         | 3h12'25"0 | +17"0    | 12       |
| 5.        | 6        | Dani Sordo           | Carlos del Barrio     | Hyundai i20 Coupe WRC  | Hyundai Shell Mobis WRT     | WRC         | 3h12'26"6 | +18"6    | 11       |
| 6.        | 8        | Ott Tänak            | Martin Järveoja       | Toyota Yaris WRC       | Toyota Gazoo Racing WRT     | WRC         | 3h13'11"9 | +1'03"9  | 13       |
| 7.        | 9        | Esapekka Lappi       | Janne Ferm            | Toyota Yaris WRC       | Toyota Gazoo Racing WRT     | WRC         | 3h13'24"6 | +1'16"6  | 6        |
| 8.        | 7        | Jari-Matti Latvala   | Miikka Anttila        | Toyota Yaris WRC       | Toyota Gazoo Racing WRT     | WRC         | 3h13'34"4 | +1'26"4  | 4        |
| 9.        | 11       | Craig Breen          | Scott Martin          | Citroën C3 WRC         | Citroën Total Abu Dhabi WRT | WRC         | 3h14'15"0 | +2'07"0  | 2        |
| 10.       | 4        | Andreas Mikkelsen    | Anders Jæger          | Hyundai i20 Coupe WRC  | Hyundai Shell Mobis WRT     | WRC         | 3h14'56"2 | +2'48"2  | 1        |
| WRC-2     |          |                      |                       |                        |                             |             |           |          |          |
| 1. (12.)  | 32       | Kalle Rovanperä      | Jonne Halttunen       | Škoda Fabia R5         | Škoda Motorsport            | RC2 / WRC-2 | 3h20'47"6 |          | 25       |
| 2. (13.)  | 31       | Jan Kopecký          | Pavel Dresler         | Škoda Fabia R5         | Škoda Motorsport            | RC2 / WRC-2 | 3h20'56"1 | +8"5     | 18       |
| 3. (14.)  | 49       | Petter Solberg       | Veronica Gulbæk Engan | Volkswagen Polo GTI R5 | Volkswagen Motorsport       | RC2 / WRC-2 | 3h22'24"2 | +1'36"6  | 15       |
| 4. (15.)  | 40       | Kajetan Kajetanowicz | Maciej Szczepaniak    | Ford Fiesta R5         | Lotos Rally Team            | RC2 / WRC-2 | 3h22'47"2 | +1'59"6  | 12       |
| 5. (16.)  | 44       | Nil Solans           | Marc Martí            | Ford Fiesta R5         | -                           | RC2 / WRC-2 | 3h23'46"9 | +2'59"3  | 10       |
| 6. (17.)  | 50       | Henning Solberg      | Ilka Minor            | Škoda Fabia R5         | Toksport WRT                | RC2 / WRC-2 | 3h25'35"0 | +4'47"4  | 8        |
| 7. (18.)  | 38       | Pierre-Louis Loubet  | Vincent Landais       | Hyundai i20 R5         | BRC Racing Team             | RC2 / WRC-2 | 3h25'41"1 | +4'53"5  | 6        |
| 8. (19.)  | 34       | Fabio Andolfi        | Simone Scattolin      | Škoda Fabia R5         | ACI Team Italia             | RC2 / WRC-2 | 3h32'59"6 | +12'12"0 | 4        |
| 9. (20.)  | 36       | Ole Christian Veiby  | Stig Rune Skjærmoen   | Citroën C3 R5          | Citroën Total WRT           | RC2 / WRC-2 | 3h33'20"5 | +12'32"9 | 2        |
| 10. (22.) | 41       | Simone Tempestini    | Sergiu Itu            | Citroën C3 R5          | -                           | RC2 / WRC-2 | 3h37'42"9 | +16'55"3 | 1        |
| WRC-3     |          |                      |                       |                        |                             |             |           |          |          |
| 1. (34.)  | 62       | Enrico Brazzoli      | Luca Beltrame         | Peugeot 208 R2         | -                           | RC4 / WRC-3 | 3h58'18"3 |          | 25       |
| 2. (38.)  | 61       | Taisko Lario         | Tatu Hämäläinen       | Peugeot 208 R2         | -                           | RC4 / WRC-3 | 4h02'36"3 | +4'18"0  | 18       |
| 3. (48.)  | 63       | Louise Cook          | Stefan Davis          | Ford Fiesta R2T        | -                           | RC4 / WRC-3 | 4h32'19"8 | +34'01"5 | 15       |

| Principali ritiri | Principali ritiri | Principali ritiri | Principali ritiri    | Principali ritiri | Principali ritiri        | Principali ritiri | Principali ritiri | Principali ritiri |
| PS                | Nº                | Pilota            | Copilota             | Auto              | Squadra                  | Classe            | Causa             | Pos.              |
| ----------------- | ----------------- | ----------------- | -------------------- | ----------------- | ------------------------ | ----------------- | ----------------- | ----------------- |
| PS 7              | 43                | Ken Block         | Alessandro Gelsomino | Ford Fiesta WRC   | Hoonigan Racing Division | WRC               | Incidente         | 22º               |

Legenda
| Icona | Note                                                                                 |
| ----- | ------------------------------------------------------------------------------------ |
| WRC   | Equipaggio di classe WRC che può conquistare punti per il campionato costruttori     |
| WRC   | Equipaggio di classe WRC che non può conquistare punti per il campionato costruttori |
| WRC-2 | Equipaggio registrato al campionato WRC-2                                            |
| WRC-3 | Equipaggio registrato al campionato WRC-3                                            |
| JWRC  | Equipaggio registrato al campionato Junior WRC                                       |
|       | Ulteriori classificazioni                                                            |

### Prove speciali
| Frazione                               | Prova | Ora   | Nome                                        | Lunghezza | Vincitori                         | Tempo            | Leader del rally                  |
| -------------------------------------- | ----- | ----- | ------------------------------------------- | --------- | --------------------------------- | ---------------- | --------------------------------- |
| Frazione 1 (25 Ott) (asfalto)          | PS1   | 18:08 | Barcelona                                   | 3,20 km   | Sébastien Ogier Julien Ingrassia  | 3'35"3           | Sébastien Ogier Julien Ingrassia  |
| Frazione 2 (26 Ott) (sterrato/asfalto) | PS2   | 09:33 | Gandesa 1 (sterrato)                        | 7,00 km   | Ott Tänak Martin Järveoja         | 4'19"6           | Sébastien Ogier Julien Ingrassia  |
| Frazione 2 (26 Ott) (sterrato/asfalto) | PS3   | 10:06 | Pesells 1 (sterrato)                        | 26,59 km  | Jari-Matti Latvala Miikka Anttila | 24'55"0          | Ott Tänak Martin Järveoja         |
| Frazione 2 (26 Ott) (sterrato/asfalto) | PS4   | 11:20 | La Fatarella - Vilalba 1 (sterrato/asfalto) | 38,85 km  | Andreas Mikkelsen Anders Jæger    | 27'01"2          | Ott Tänak Martin Järveoja         |
| Frazione 2 (26 Ott) (sterrato/asfalto) | PS5   | 15:23 | Gandesa 2 (sterrato)                        | 7,00 km   | Dani Sordo Carlos del Barrio      | 4'14"7           | Ott Tänak Martin Järveoja         |
| Frazione 2 (26 Ott) (sterrato/asfalto) | PS6   | 15:56 | Pesells 2 (sterrato)                        | 26,59 km  | Jari-Matti Latvala Miikka Anttila | 14'12"5          | Ott Tänak Martin Järveoja         |
| Frazione 2 (26 Ott) (sterrato/asfalto) | PS7   | 17:10 | La Fatarella - Vilalba 1 (sterrato/asfalto) | 38,85 km  | Jari-Matti Latvala Miikka Anttila | 23'13"2          | Ott Tänak Martin Järveoja         |
| Frazione 3 (27 Ott) (asfalto)          | PS8   | 08:23 | Savallà 1                                   | 14,12 km  | prova cancellata                  | prova cancellata | Ott Tänak Martin Järveoja         |
| Frazione 3 (27 Ott) (asfalto)          | PS9   | 09:08 | Querol 1                                    | 21,26 km  | Ott Tänak Martin Järveoja         | 11'30"6          | Ott Tänak Martin Järveoja         |
| Frazione 3 (27 Ott) (asfalto)          | PS10  | 10:08 | El Montmell 1                               | 24,40 km  | Jari-Matti Latvala Miikka Anttila | 12'58"4          | Dani Sordo Carlos del Barrio      |
| Frazione 3 (27 Ott) (asfalto)          | PS11  | 13:25 | Savallà 2                                   | 14,12 km  | Thierry Neuville Nicolas Gilsoul  | 7'47"1           | Jari-Matti Latvala Miikka Anttila |
| Frazione 3 (27 Ott) (asfalto)          | PS12  | 14:10 | Querol 2                                    | 21,26 km  | Sébastien Loeb Daniel Elena       | 11'25"8          | Jari-Matti Latvala Miikka Anttila |
| Frazione 3 (27 Ott) (asfalto)          | PS13  | 15:08 | El Montmell 1                               | 24,40 km  | Thierry Neuville Nicolas Gilsoul  | 13'07"3          | Jari-Matti Latvala Miikka Anttila |
| Frazione 3 (27 Ott) (asfalto)          | PS14  | 17:00 | Salou                                       | 2,24 km   | Ott Tänak Martin Järveoja         | 2'41"9           | Jari-Matti Latvala Miikka Anttila |
| Frazione 4 (28 Ott) (asfalto)          | PS15  | 07:35 | Riudecanyes 1                               | 16,35 km  | Sébastien Loeb Daniel Elena       | 10'22"6          | Sébastien Loeb Daniel Elena       |
| Frazione 4 (28 Ott) (asfalto)          | PS16  | 08:38 | Santa Marina 1                              | 14,50 km  | Sébastien Loeb Daniel Elena       | 8'08"9           | Sébastien Loeb Daniel Elena       |
| Frazione 4 (28 Ott) (asfalto)          | PS17  | 10:50 | Riudecanyes 2                               | 16,35 km  | Sébastien Ogier Julien Ingrassia  | 10'14"2          | Sébastien Loeb Daniel Elena       |
| Frazione 4 (28 Ott) (asfalto)          | PS18  | 12:18 | Santa Marina 2 (power stage)                | 14,50 km  | Ott Tänak Martin Järveoja         | 08'02"5          | Sébastien Loeb Daniel Elena       |

### Power stage
PS18: Santa Marina 2 di 14,50 km, disputatasi domenica 28 ottobre 2018 alle ore 12:18 (UTC+2).
| Pos. | No. | Pilota          | Co-pilota         | Auto                  | Classe | Tempo  | Distacco | Punti |
| ---- | --- | --------------- | ----------------- | --------------------- | ------ | ------ | -------- | ----- |
| 1    | 8   | Ott Tänak       | Martin Järveoja   | Toyota Yaris WRC      | WRC    | 8'02"5 |          | 5     |
| 2    | 1   | Sébastien Ogier | Julien Ingrassia  | Ford Fiesta WRC       | WRC    | 8'04"6 | +2"1     | 4     |
| 3    | 10  | Sébastien Loeb  | Daniel Elena      | Citroën C3 WRC        | WRC    | 8'05"3 | +2"8     | 3     |
| 4    | 2   | Elfyn Evans     | Daniel Barritt    | Ford Fiesta WRC       | WRC    | 8'05"7 | +3"2     | 2     |
| 5    | 9   | Dani Sordo      | Carlos del Barrio | Hyundai i20 Coupe WRC | WRC    | 8'07"2 | +4"7     | 1     |

## Classifiche mondiali
Classifica piloti
| Pos. | Pos. | Pilota             | Punti |
| ---- | ---- | ------------------ | ----- |
| 1    | 1    | Sébastien Ogier    | 204   |
| 2    | 1    | Thierry Neuville   | 201   |
| 3    |      | Ott Tänak          | 181   |
| 4    |      | Esapekka Lappi     | 110   |
| 5    |      | Jari-Matti Latvala | 102   |
| 6    |      | Andreas Mikkelsen  | 84    |
| 7    |      | Dani Sordo         | 71    |
| 8    | 3    | Elfyn Evans        | 70    |
| 9    | 1    | Craig Breen        | 61    |
| 10   | 1    | Hayden Paddon      | 55    |
| 11   | 1    | Teemu Suninen      | 54    |
| 12   |      | Mads Østberg       | 52    |
| 13   | 2    | Sébastien Loeb     | 43    |
| 14   | 1    | Kris Meeke         | 43    |
| 15   | 1    | Jan Kopecký        | 17    |
| 16   |      | Pontus Tidemand    | 12    |
| 17   |      | Henning Solberg    | 8     |
| 18   |      | Simone Tempestini  | 4     |
| 19   |      | Bryan Bouffier     | 4     |
| 19   |      | Marijan Griebel    | 4     |
| 21   |      | Kalle Rovanperä    | 3     |
| 22   |      | Gus Greensmith     | 2     |
| 23   |      | Łukasz Pieniążek   | 2     |
| 24   |      | Chris Ingram       | 2     |
| 25   |      | Pedro Heller       | 1     |
| 26   |      | Stéphane Lefebvre  | 1     |
| 27   |      | Yoann Bonato       | 1     |

Classifica co-piloti
| Pos. | Pos. | Pilota             | Punti |
| ---- | ---- | ------------------ | ----- |
| 1    | 1    | Julien Ingrassia   | 204   |
| 2    | 1    | Nicolas Gilsoul    | 201   |
| 3    |      | Martin Järveoja    | 181   |
| 4    |      | Janne Ferm         | 110   |
| 5    |      | Miikka Anttila     | 102   |
| 6    |      | Anders Jæger       | 84    |
| 7    |      | Carlos del Barrio  | 71    |
| 8    |      | Scott Martin       | 61    |
| 9    | 3    | Daniel Barritt     | 60    |
| 10   | 1    | Sebastian Marshall | 55    |
| 11   | 1    | Mikko Markkula     | 54    |
| 12   | 1    | Torstein Eriksen   | 52    |
| 13   | 2    | Daniel Elena       | 43    |
| 14   | 1    | Paul Nagle         | 43    |
| 15   | 1    | Pavel Dresler      | 17    |
| 16   |      | Jonas Andersson    | 12    |
| 17   |      | Phil Mills         | 10    |
| 18   |      | Ilka Minor         | 8     |
| 19   |      | Sergiu Itu         | 4     |
| 20   |      | Xavier Panseri     | 4     |
| 20   |      | Alexander Rath     | 4     |
| 22   |      | Jonne Halttunen    | 3     |
| 23   |      | Craig Parry        | 2     |
| 24   |      | Przemysław Mazur   | 2     |
| 25   |      | Ross Whittock      | 2     |
| 26   |      | Pablo Olmos        | 1     |
| 27   |      | Gabin Moreau       | 1     |
| 28   |      | Benjamin Boulloud  | 1     |

Classifica costruttori WRC
| Pos. | Pos. | Squadra                     | Punti |
| ---- | ---- | --------------------------- | ----- |
| 1    |      | Toyota Gazoo Racing WRT     | 331   |
| 2    |      | Hyundai Shell Mobis WRT     | 319   |
| 3    |      | M-Sport Ford WRT            | 306   |
| 4    |      | Citroën Total Abu Dhabi WRT | 216   |